# Coupe de France féminine de cyclisme sur route 2012
Cet article traite uniquement de la compétition féminine. Pour les résultats de la compétition masculine, voir Coupe de France de cyclisme sur route 2012.
Navigation
Coupe de France 2011 Coupe de France 2013
La Coupe de France féminine de cyclisme sur route 2012 est la 13e édition de la Coupe de France féminine de cyclisme sur route. La victoire revient à la Française Audrey Cordon.
Cette édition se déroule du 18 mars au 1er juillet 2012 et est composée de cinq épreuves soit une de moins que lors de l'édition précédente.

## Résultats
| Dates       | Courses                                     | Vainqueur     | Équipe             | Leader du général |
| ----------- | ------------------------------------------- | ------------- | ------------------ | ----------------- |
| 18 mars     | Cholet-Pays de Loire féminin                | Audrey Cordon | Vienne Futuroscope | Audrey Cordon     |
| 9 avril     | Prix de la Ville de Pujols                  | Andrea Graus  | Vienne Futuroscope | Audrey Cordon     |
| 13 mai      | Grand Prix Fémin'Ain                        | Carlee Taylor | Vienne Futuroscope | Audrey Cordon     |
| 25 mai      | Grand Prix de Plumelec                      | Audrey Cordon | Vienne Futuroscope | Audrey Cordon     |
| 1er juillet | Classic Féminine de Vienne Poitou-Charentes | Audrey Cordon | Vienne Futuroscope | Audrey Cordon     |

## Classements
|     | Coureuse          | Points |
| --- | ----------------- | ------ |
| 1re | Audrey Cordon     | 223    |
| 2e  | Aude Biannic      | 199    |
| 3e  | Amélie Rivat      | 120    |
| 4e  | Emma Crum         | 118    |
| 5e  | Pascale Jeuland   | 115    |
| 6e  | Élodie Hegoburu   | 107    |
| 7e  | Marion Rousse     | 101    |
| 8e  | Mélanie Bravard   | 99     |
| 9e  | Véronique Labonté | 98     |
| 10e | Manon Souyris     | 94     |

L’équipe Vienne Futuroscope remporte le classement par équipes. Aude Biannic remporte le classement chez les espoirs et Ségolène Leberon le classement chez les juniors.